# Dipsosaurus dorsalis
Genre
Espèce
Synonymes
- Crotaphytus dorsalis Baird & Girard, 1852
- Dipsosaurus carmenensis Van Denburgh, 1922
- Dipsosaurus catalinensis Van Denburgh, 1922

Statut de conservation UICN

 LC  : Préoccupation mineure
Dipsosaurus dorsalis, l'Iguane du désert, unique représentant du genre Dipsosaurus, est une espèce de sauriens de la famille des Iguanidae.

## Répartition
Cette espèce se rencontre aux États-Unis en Californie, au Nevada, en Arizona et en Utah et au Mexique en Basse-Californie, en Basse-Californie du Sud, au Sonora et au Sinaloa.

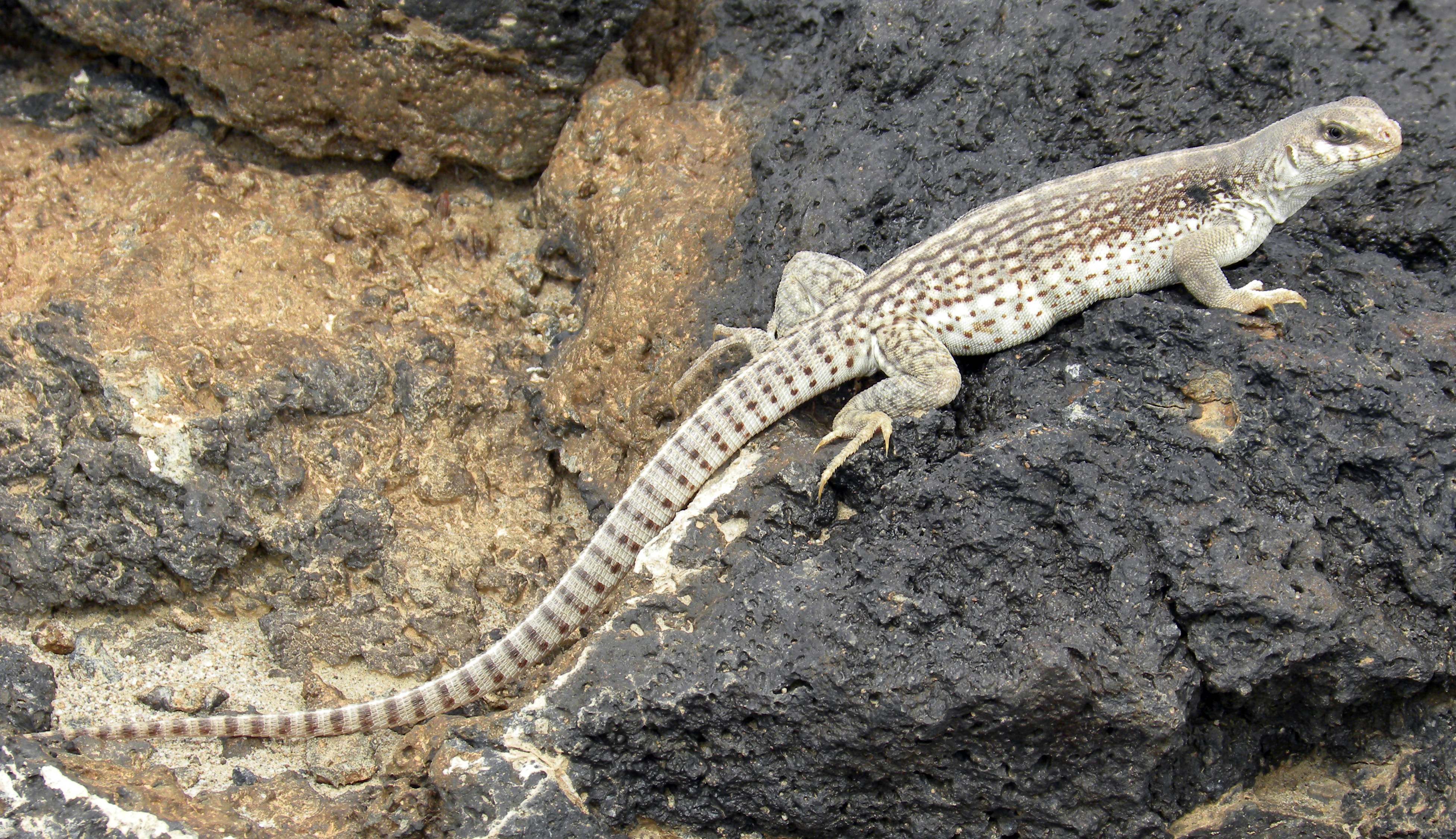
Dipsosaurus dorsalis

C'est l'un des lézards les plus communs des déserts de Sonora et des Mojaves. On le rencontre également dans certaines îles du Golfe de Californie.

## Liste des sous-espèces
Selon The Reptile Database (3 décembre 2012) :
- Dipsosaurus dorsalis catalinensis Van Denburgh, 1922
- Dipsosaurus dorsalis dorsalis (Baird & Girard, 1852)
- Dipsosaurus dorsalis lucasensis Van Denburgh, 1920
- Dipsosaurus dorsalis sonoriensis Allen, 1933

Le statut de la sous-espèce Dipsosaurus dorsalis catalinensis est discuté, Larry Lee Grismer en 1999 considère que certains caractères acquis en font une espèce à part entière.

## Publications originales
- Allen, 1933 : Report on a collection of amphibians and reptiles from Sonora, Mexico, with the description of a new lizard. Occasional Papers of the Museum of Zoology University of Michigan Ann Arbor, n. 259, p. 1-15 (texte intégral).
- Baird & Girard, 1852 : Characteristics of some new reptiles in the Museum of the Smithsonian Institution, part 2. Proceedings of the Academy of Natural Sciences of Philadelphia, vol. 6, p. 125-129 (texte intégral).
- Van Denburgh, 1920 : Description of a new lizard (Dipsosaurus dorsalis lucasensis) from Lower Calfornia. Proceedings of the California Academy of Sciences, ser. 4, vol. 10, n. 4, p. 1-28 (texte intégral).
- Van Denburgh, 1922 : The reptiles of western North America, an account of the species known to inhabit California and Oregon, Washington, Idaho, Utah, Nevada, Arizona, British Columbia, Sonora and Lower California, Volume I. Lizards. Occasional papers of the California Academy of Sciences, n. 10, p. 1–612 (texte intégral).